# Biguimnoghin
Biguimnoghin ou Biguiim-Noghin est un village du département et la commune rurale de Sangha, situé dans la province du Koulpélogo et la région du Centre-Est au Burkina Faso.